# Tour Down Under 2024
De Tour Down Under 2024 werd verreden van 16 tot en met 21 januari in Australië. Het was de vierentwintigste editie van deze meerdaagse etappekoers. De ronde was de eerste wedstrijd op de UCI World Tour 2024-kalender. De Brit Stephen Williams volgde Jay Vine op als eindwinnaar.

## Deelnemende ploegen
De achttien UCI World Tour-teams van dit seizoen plus het ProTeam van Israel-Premier Tech en een Australische nationale selectie startten met zeven renners per team (behalve Groupama-FDJ, dat met zes renners startte) wat het deelnemersveld op 139 bracht.

## Favorieten
In november 2023 werd aangekondigd dat Jay Vine, de winnaar van de voorgaande editie, zijn titel zou verdedigen. Anderhalve maand later werd echter bekendgemaakt dat een nieuwe deelname niet in zijn programma paste, zodat Vine zich beter kon voorbereiden op zijn doelen later in het seizoen. Desondanks trok zijn team met meerdere podiumkandidaten naar de eerste World Tourwedstrijd van het seizoen: Diego Ulissi eindigde in elk van zijn zes eerdere deelnames bij de beste elf renners en Alessandro Covi won in 2022 een bergetappe in de Ronde van Italië. Daarnaast beschikte de ploeg over de talenten António Morgado, Isaac del Toro en Finn Fisher-Black. De nummer twee van 2023, Simon Yates, stond wel aan de start. Aan zijn zijde startte Luke Plapp, die anderhalve week eerder voor de derde maal op rij nationaal kampioen was geworden. In de aanloop naar de race liet Plapp weten dat de ploeg "elke etappe en het eindklassement" wilde winnen. Tweevoudig wereldkampioen Julian Alaphilippe maakte voor het eerst sinds 2014 zijn opwachting in de Tour Down Under. Jhonatan Narváez won de Down Under Classic, een criterium dat vlak voor de Tour Down Under wordt georganiseerd, en beschikt naast klimmersbenen ook over een sterke sprint. De Nederlandse Milan Vader, winnaar van de vorige meerdaagse World Tourkoers, was de kopman van Team Visma|Lease a Bike.
Negenvoudig etappewinnaar Caleb Ewan werd gezien als belangrijkste kandidaat voor ritwinst in etappes die naar verwachting in een massasprint zouden eindigen. Als belangrijkste concurrenten werden Phil Bauhaus, Elia Viviani en Sam Welsford genoemd.

## Etappe-overzicht
| Etappe | Datum      | Start           | Finish        | Afstand  | Type       | Winnaar          | Klassementsleider |
| ------ | ---------- | --------------- | ------------- | -------- | ---------- | ---------------- | ----------------- |
| 1e     | 16 januari | Tanunda         | Tanunda       | 144 km   | Heuvelrit  | Sam Welsford     | Sam Welsford      |
| 2e     | 17 januari | Norwood         | Lobethal      | 141,6 km | Heuvelrit  | Isaac del Toro   | Isaac del Toro    |
| 3e     | 18 januari | Tea Tree Gully  | Campbelltown  | 145,3 km | Heuvelrit  | Sam Welsford     | Isaac del Toro    |
| 4e     | 19 januari | Murray Bridge   | Port Elliot   | 136,2 km | Vlakke rit | Sam Welsford     | Isaac del Toro    |
| 5e     | 20 januari | Christies Beach | Willunga Hill | 129,3 km | Heuvelrit  | Oscar Onley      | Stephen Williams  |
| 6e     | 21 januari | Unley           | Mount Lofty   | 128,2 km | Heuvelrit  | Stephen Williams | Stephen Williams  |

## Etappe-uitslagen

### 1e etappe
Ondanks meerdere aanvallen in de openingsfase van de etappe, werd er geen kopgroep gevormd. De aanvallen werden telkens geneutraliseerd door het peloton. Pas na de eerste tussensprint, gewonnen door Finn Fisher-Black, kregen twee renners de ruimte: de Fransman Louis Barré en de Duitser Georg Zimmermann. Barré won de eerste twee bergsprints van de dag, waarmee hij zich verzekerde van de eerste leiderstrui. Na de tweede keer over Mengler Hill te zijn gekomen, lieten de twee koplopers zich uitzakken tot in het peloton. In de laatste beklimming van Mengler Hill, waar ditmaal Luke Burns won, bleef het peloton bijeen, waardoor het zich kon opmaken voor een massasprint in Tanunda. In de sprint rondde Sam Welsford het voorbereidende werk van onder meer Ben Zwiehoff en Danny van Poppel af, waardoor hij de eerste leider van de Tour Down Under werd.
| Tanunda – Tanunda (144 km) |                  |                     |          |
| Plaats                     | Naam             | Ploeg               | Tijd     |
| Winnaar                    | Sam Welsford     | BORA-hansgrohe      | 3u25'56" |
| 2                          | Phil Bauhaus     | Bahrain-Victorious  | z.t.     |
| 3                          | Biniam Girmay    | Intermarché-Wanty   | z.t.     |
| 4                          | Caleb Ewan       | Jayco AlUla         | z.t.     |
| 5                          | Jhonatan Narváez | INEOS Grenadiers    | z.t.     |
| 6                          | Max Kanter       | Astana Qazaqstan    | z.t.     |
| 7                          | Danny van Poppel | BORA-hansgrohe      | z.t.     |
| 8                          | Corbin Strong    | Israel-Premier Tech | z.t.     |
| 9                          | Madis Mihkels    | Intermarché-Wanty   | z.t.     |
| 10                         | Mathias Vacek    | Lidl-Trek           | z.t.     |
|                            |                  |                     |          |
| 12                         | Milan Fretin     | Cofidis             | z.t.     |

| Algemeen klassement |                   |                     |          |
| Plaats              | Naam              | Ploeg               | Tijd     |
| Oranje trui         | Sam Welsford      | BORA-hansgrohe      | 3u25'46" |
| 2                   | Phil Bauhaus      | Bahrain-Victorious  | + 4"     |
| 3                   | Biniam Girmay     | Intermarché-Wanty   | + 6"     |
| 4                   | Corbin Strong     | Israel-Premier Tech | + 7"     |
| 5                   | Georg Zimmermann  | Intermarché-Wanty   | z.t.     |
| 6                   | Finn Fisher-Black | UAE Team Emirates   | z.t.     |
| 7                   | Louis Barré       | Arkéa-B&B Hotels    | + 8"     |
| 8                   | Jhonatan Narváez  | INEOS Grenadiers    | + 9"     |
| 9                   | Caleb Ewan        | Jayco AlUla         | + 10"    |
| 10                  | Max Kanter        | Astana Qazaqstan    | z.t.     |
|                     |                   |                     |          |
| 11                  | Danny van Poppel  | BORA-hansgrohe      | z.t.     |
| 15                  | Milan Fretin      | Cofidis             | z.t.     |

### 2e etappe
| Norwood – Lobethal (141,6 km) |                  |                     |          |
| Plaats                        | Naam             | Ploeg               | Tijd     |
| Winnaar                       | Isaac del Toro   | UAE Team Emirates   | 3u29'37" |
| 2                             | Corbin Strong    | Israel-Premier Tech | z.t.     |
| 3                             | Stephen Williams | Israel-Premier Tech | z.t.     |
| 4                             | Biniam Girmay    | Intermarché-Wanty   | z.t.     |
| 5                             | Caleb Ewan       | Jayco AlUla         | z.t.     |
| 6                             | Lars Boven       | Alpecin-Deceuninck  | z.t.     |
| 7                             | Rúben Guerreiro  | Movistar            | z.t.     |
| 8                             | Danny van Poppel | BORA-hansgrohe      | z.t.     |
| 9                             | Max Kanter       | Astana Qazaqstan    | z.t.     |
| 10                            | Laurence Pithie  | Groupama-FDJ        | z.t.     |
|                               |                  |                     |          |
| 60                            | Laurens De Plus  | INEOS Grenadiers    | z.t.     |

| Algemeen klassement |                   |                     |          |
| Plaats              | Naam              | Ploeg               | Tijd     |
| Oranje trui         | Isaac del Toro    | UAE Team Emirates   | 6u55'22" |
| 2                   | Corbin Strong     | Israel-Premier Tech | + 2"     |
| 3                   | Biniam Girmay     | Intermarché-Wanty   | + 7"     |
| 4                   | Stephen Williams  | Israel-Premier Tech | z.t.     |
| 5                   | Georg Zimmermann  | Intermarché-Wanty   | + 8"     |
| 6                   | Finn Fisher-Black | UAE Team Emirates   | z.t.     |
| 7                   | Louis Barré       | Arkéa-B&B Hotels    | + 9"     |
| 8                   | Caleb Ewan        | Jayco AlUla         | + 10"    |
| 9                   | Jhonatan Narváez  | INEOS Grenadiers    | z.t.     |
| 10                  | Danny van Poppel  | BORA-hansgrohe      | + 11"    |
|                     |                   |                     |          |
| 39                  | Piet Allegaert    | Cofidis             | z.t.     |

### 3e etappe
| Tea Tree Gully – Campbelltown (145,3 km) |                   |                      |         |
| Plaats                                   | Naam              | Ploeg                | Tijd    |
| Winnaar                                  | Sam Welsford      | BORA-hansgrohe       | 3u2'42" |
| 2                                        | Elia Viviani      | INEOS Grenadiers     | z.t.    |
| 3                                        | Daniel McLay      | Arkéa-B&B Hotels     | z.t.    |
| 4                                        | Laurence Pithie   | Groupama-FDJ         | z.t.    |
| 5                                        | Max Kanter        | Astana Qazaqstan     | z.t.    |
| 6                                        | Caleb Ewan        | Jayco AlUla          | z.t.    |
| 7                                        | Álvaro José Hodeg | UAE Team Emirates    | z.t.    |
| 8                                        | Biniam Girmay     | Intermarché-Wanty    | z.t.    |
| 9                                        | Jhonatan Narváez  | INEOS Grenadiers     | z.t.    |
| 10                                       | Emīls Liepiņš     | dsm-firmenich PostNL | z.t.    |
|                                          |                   |                      |         |
| 15                                       | Milan Vader       | Visma\|Lease a Bike  | z.t.    |
| 27                                       | Milan Fretin      | Cofidis              | z.t.    |

| Algemeen klassement |                   |                       |           |
| Plaats              | Naam              | Ploeg                 | Tijd      |
| Oranje trui         | Isaac del Toro    | UAE Team Emirates     | 10u16'04" |
| 2                   | Corbin Strong     | Israel-Premier Tech   | + 2"      |
| 3                   | Axel Mariault     | Cofidis               | + 5"      |
| 4                   | Biniam Girmay     | Intermarché-Wanty     | + 7"      |
| 5                   | Stephen Williams  | Israel-Premier Tech   | z.t.      |
| 6                   | Stefan de Bod     | EF Education-EasyPost | z.t.      |
| 7                   | Georg Zimmermann  | Intermarché-Wanty     | + 8"      |
| 8                   | Finn Fisher-Black | UAE Team Emirates     | z.t.      |
| 9                   | Louis Barré       | Arkéa-B&B Hotels      | + 9"      |
| 10                  | Caleb Ewan        | Jayco AlUla           | + 10"     |
|                     |                   |                       |           |
| 13                  | Danny van Poppel  | BORA-hansgrohe        | + 11"     |
| 39                  | Piet Allegaert    | Cofidis               | z.t.      |

### 4e etappe
Luke Plapp, vooraf gezien als een van de favorieten voor de eindzege, ging niet meer van start na zijn val van de dag ervoor. Ook Cameron Scott stapte niet meer op de fiets in Murray Bridge. Vroeg in de etappe trok Pieter Serry, samen met Jackson Medway, ten aanval. Even later sloot Vinícius Rangel zich bij het duo aan, waarna Serry zich weer liet uitzakken tot het peloton. Medway en Rangel trokken samen door, en verdeelde onderling de punten bij de twee tussensprints. De strijd om het laatste punt (en de overgebleven bonificatieseconde) bij beide tussensprints werd gewonnen door achtereenvolgens Kelland O'Brien en Campbell Stewart, beide in dienst van Team Jayco AlUla. De enige bergsprint van de dag, op Gemmell Hill, werd niet betwist: Rangel mocht als eerste bovenkomen, voor Medway. De leider in het bergklassement, Luke Burns, raapte de overgebleven twee punten op. Het vluchtersduo werd op zo'n twaalf kilometer van de finish ingerekend door het peloton, waarna de sprintersploegen konden beginnen aan de voorbereiding van hun sprint. Sam Welsford kon, in tegenstelling tot in zijn eerder gewonnen etappes, het achterwiel van zijn lead-out Danny van Poppel niet vinden. Desondanks schreef hij, op zijn verjaardag, zijn derde overwinning in vier dagen tijd bij op zijn palmares. Biniam Girmay en Lars Boven sprintten naar de dichtste ereplaatsen. Isaac del Toro behield zijn leiderstrui, hoewel Girmay door middel van bonificatieseconden wel dichterbij kwam. Medway werd uitgeroepen tot meest strijdlustige renner.
| Murray Bridge – Port Elliot (136,2 km) |                 |                     |          |
| Plaats                                 | Naam            | Ploeg               | Tijd     |
| Winnaar                                | Sam Welsford    | BORA-hansgrohe      | 2u59'50" |
| 2                                      | Biniam Girmay   | Intermarché-Wanty   | z.t.     |
| 3                                      | Lars Boven      | Alpecin-Deceuninck  | z.t.     |
| 4                                      | Milan Fretin    | Cofidis             | z.t.     |
| 5                                      | Laurence Pithie | Groupama-FDJ        | z.t.     |
| 6                                      | Gonzalo Serrano | Movistar            | z.t.     |
| 7                                      | Max Kanter      | Astana Qazaqstan    | z.t.     |
| 8                                      | Antoine Huby    | Soudal-Quick Step   | z.t.     |
| 9                                      | Phil Bauhaus    | Bahrain-Victorious  | z.t.     |
| 10                                     | Simon Clarke    | Israel-Premier Tech | z.t.     |

| Algemeen klassement |                   |                       |           |
| Plaats              | Naam              | Ploeg                 | Tijd      |
| Oranje trui         | Isaac del Toro    | UAE Team Emirates     | 13u15'54" |
| 2                   | Biniam Girmay     | Intermarché-Wanty     | + 1"      |
| 3                   | Corbin Strong     | Israel-Premier Tech   | + 2"      |
| 4                   | Axel Mariault     | Cofidis               | + 5"      |
| 5                   | Stephen Williams  | Israel-Premier Tech   | + 7"      |
| 6                   | Lars Boven        | Alpecin-Deceuninck    | z.t.      |
| 7                   | Stefan de Bod     | EF Education-EasyPost | z.t.      |
| 8                   | Georg Zimmermann  | Intermarché-Wanty     | + 8"      |
| 9                   | Finn Fisher-Black | UAE Team Emirates     | z.t.      |
| 10                  | Louis Barré       | Arkéa-B&B Hotels      | + 9"      |
|                     |                   |                       |           |
| 54                  | Piet Allegaert    | Cofidis               | + 11"     |

### 5e etappe
Na meerdere aanvalspogingen in de openingsfase van de etappe, reden uiteindelijk vier renners weg van het peloton: Samuele Battistella, Casper Pedersen, Johan Jacobs en Oceanisch kampioen Liam Walsh. De vier kregen in het eerste deel een voorsprong van maximaal drieënhalve minuut, alvorens het peloton onder leiding van onder meer UAE Team Emirates (in dienst van klassementsleider Isaac del Toro) en Team Jayco AlUla (in dienst van dagfavoriet Simon Yates) de snelheid opvoerde. Nog voor de eerste beklimming van Willunga Hill, die twee keer beklommen moest worden, bleef vooraan enkel Pedersen over. Hij werd vlak voor de top van de klim ingerekend door het peloton onder aanvoering van Damien Howson, met in zijn wiel de leider in het bergklassement Luke Burns. Burns kwam als eerste over de top en verstevigde daarmee de leiding in het bergklassement.
Op de slotklim liet Yates een gat vallen, zodat zijn ploeggenoot Chris Harper weg kon rijden van het peloton. De Schot Oscar Onley sprong naar Harper toe, waarna de twee onder leiding Laurens De Plus weer werden bijgehaald door het inmiddels uitgedunde peloton. Op minder dan een kilometer van de finish plaatste Simon Yates een aanval, maar hij reed niet weg van zijn concurrenten. Na een speldenprik van Julian Alaphilippe was het Onley die de sprint won, voor Stephen Williams en Jhonatan Narváez. Voor Onley was het zijn eerste profzege. Klassementsleider Del Toro kwam zes seconden later over de finish. In het nieuwe klassement stonden Onley en Williams beidende in dezelfde tijd, maar Williams nam de leiderstrui over omdat de som van al zijn etappe-uitslagen kleiner was dan die van Onley.
| Christies Beach – Willunga Hill (129,3 km) |                        |                            |          |
| Plaats                                     | Naam                   | Ploeg                      | Tijd     |
| Winnaar                                    | Oscar Onley            | dsm-firmenich PostNL       | 2u52'23" |
| 2                                          | Stephen Williams       | Israel-Premier Tech        | z.t.     |
| 3                                          | Jhonatan Narváez       | INEOS Grenadiers           | z.t.     |
| 4                                          | Julian Alaphilippe     | Soudal-Quick Step          | + 3"     |
| 5                                          | Bart Lemmen            | Visma\|Lease a Bike        | z.t.     |
| 6                                          | Simon Yates            | Jayco AlUla                | z.t.     |
| 7                                          | Valentin Paret-Peintre | Decathlon AG2R La Mondiale | + 6"     |
| 8                                          | Isaac del Toro         | UAE Team Emirates          | z.t.     |
| 9                                          | Damien Howson          | Australië                  | + 12"    |
| 10                                         | Finn Fisher-Black      | UAE Team Emirates          | + 20"    |
|                                            |                        |                            |          |
| 51                                         | Laurens De Plus        | INEOS Grenadiers           | + 1'45"  |

| Algemeen klassement |                        |                            |           |
| Plaats              | Naam                   | Ploeg                      | Tijd      |
| Oranje trui         | Stephen Williams       | Israel-Premier Tech        | 16u08'18" |
| 2                   | Oscar Onley            | dsm-firmenich PostNL       | z.t.      |
| 3                   | Jhonatan Narváez       | INEOS Grenadiers           | + 5"      |
| 4                   | Isaac del Toro         | UAE Team Emirates          | z.t.      |
| 5                   | Julian Alaphilippe     | Soudal-Quick Step          | + 13"     |
| 6                   | Bart Lemmen            | Visma\|Lease a Bike        | z.t.      |
| 7                   | Simon Yates            | Jayco AlUla                | z.t.      |
| 8                   | Valentin Paret-Peintre | Decathlon AG2R La Mondiale | + 16"     |
| 9                   | Damien Howson          | Australië                  | + 22"     |
| 10                  | Axel Mariault          | Cofidis                    | + 24+     |
|                     |                        |                            |           |
| 50                  | Laurens De Plus        | INEOS Grenadiers           | + 1'55"   |

### 6e etappe
Direct na het startsignaal van koersdirecteur Stuart O'Grady plaatste Amerikaans kampioen Quinn Simmons een aanval. Weg van het peloton kwam hij echter niet. De eerste kilometers van de koers waren bergop, richting de bergsprint bij Windy Point. Na meerdere aanvallen kwam Chris Harper als eerste over de top, gevolgd door de leider in het bergklassement, Luke Burns. Hiermee stelde Burns, mits hij de finish zou halen, zijn eindzege veilig. Na enkele nieuwe aanvallen kregen zeven renners de ruimte van het peloton: Stefan de Bod, Simon Geschke, Gil Gelders, Jacopo Mosca, António Morgado, Maurice Ballerstedt en Franck Bonnamour. De Bod was de best geklasseerde renner in de kopgroep en reed lange tijd virtueel aan de leiding van het klassement. Bij de eerste tussensprint, in Mylor, had de kopgroep een voorsprong van drieënhalve minuut op het peloton. Bij de eerste beklimming van Mount Lofty bleef het zowel in de kopgroep als in het peloton rustig. In de tweede beklimming van Mount Lofty plaatste Morgado een aanval in de kopgroep. Gelders pareerde en kwam als eerste over de top. Het peloton volgde inmiddels op minder dan een minuut.
Onder aanvoering van vooral INEOS Grenadiers werd de kopgroep teruggepakt, waarna Chris Harper, in dienst van Simon Yates, het tempo opvoerde. Isaac del Toro plaatste een aanval, waarna vooraan slechts vijf renners overbleven. Laurence Pithie probeerde nog voor de eindsprint weg te springen, maar kreeg te weinig ruimte. In de sprint klopte klassementsleider Stephen Williams zijn tegenstanders, waardoor hij ook het eindklassement op zijn naam schreef.
| Unley – Mount Lofty (128,2 km) |                    |                     |          |
| Plaats                         | Naam               | Ploeg               | Tijd     |
| Winnaar                        | Stephen Williams   | Israel-Premier Tech | 3u05'26" |
| 2                              | Jhonatan Narváez   | INEOS Grenadiers    | z.t.     |
| 3                              | Isaac del Toro     | UAE Team Emirates   | z.t.     |
| 4                              | Bart Lemmen        | Visma\|Lease a Bike | z.t.     |
| 5                              | Laurence Pithie    | Groupama-FDJ        | + 3"     |
| 6                              | Julian Alaphilippe | Soudal-Quick Step   | + 10"    |
| 7                              | Damien Howson      | Australië           | z.t.     |
| 8                              | Christian Scaroni  | Astana Qazaqstan    | z.t.     |
| 9                              | Bauke Mollema      | Lidl-Trek           | z.t.     |
| 10                             | Lars Boven         | Alpecin-Deceuninck  | z.t.     |
|                                |                    |                     |          |
| 39                             | Milan Fretin       | Cofidis             | + 35"    |

## Eindklassementen
| Plaats      | Naam                   | Ploeg                      | Tijd      |
| ----------- | ---------------------- | -------------------------- | --------- |
| Oranje trui | Stephen Williams       | Israel-Premier Tech        | 19u13'34" |
| 2           | Jhonatan Narváez       | INEOS Grenadiers           | + 9"      |
| 3           | Isaac del Toro         | UAE Team Emirates          | + 11"     |
| 4           | Oscar Onley            | dsm-firmenich PostNL       | + 20"     |
| 5           | Bart Lemmen            | Visma\|Lease a Bike        | + 23"     |
| 6           | Julian Alaphilippe     | Soudal-Quick Step          | + 33"     |
| 7           | Simon Yates            | Jayco AlUla                | z.t.      |
| 8           | Valentin Paret-Peintre | Decathlon AG2R La Mondiale | + 36"     |
| 9           | Damien Howson          | Australië                  | + 42"     |
| 10          | Jack Haig              | Bahrain Victorious         | + 50"     |
| 11          | Nick Schultz           | Israel-Premier Tech        | z.t.      |
| 12          | Georg Zimmermann       | Intermarché-Wanty          | + 57"     |
| 13          | Ben Zwiehoff           | BORA-hansgrohe             | z.t.      |
| 14          | Rúben Guerreiro        | Movistar                   | + 1'02"   |
| 15          | Bauke Mollema          | Lidl-Trek                  | z.t.      |
| 16          | Juan Pedro López       | Lidl-Trek                  | z.t.      |
| 17          | Luca Vergallito        | Alpecin-Deceuninck         | z.t.      |
| 18          | Roger Adrià            | BORA-hansgrohe             | + 1'07"   |
| 19          | Diego Ulissi           | UAE Team Emirates          | + 1'08"   |
| 20          | Michael Storer         | Australië                  | + 1'09"   |
|             |                        |                            |           |
| 45          | Laurens De Plus        | INEOS Grenadiers           | + 3'34"   |

| Plaats      | Naam             | Ploeg              | Punten |
| ----------- | ---------------- | ------------------ | ------ |
| Blauwe trui | Sam Welsford     | BORA-hansgrohe     | 90     |
| 2           | Biniam Girmay    | Intermarché-Wanty  | 77     |
| 3           | Jhonatan Narváez | INEOS Grenadiers   | 70     |
|             |                  |                    |        |
| 9           | Lars Boven       | Alpecin-Deceuninck | 44     |
| 15          | Milan Fretin     | Cofidis            | 23     |

| Plaats                | Naam              | Ploeg                 | Punten |
| --------------------- | ----------------- | --------------------- | ------ |
| Bolletjestrui (groen) | Luke Burns        | Australië             | 49     |
| 2                     | Jardi van der Lee | EF Education-EasyPost | 23     |
| 3                     | Gil Gelders       | Soudal-Quick Step     | 20     |

| Plaats     | Naam             | Ploeg                      | Tijd      |
| ---------- | ---------------- | -------------------------- | --------- |
| Witte trui | Isaac del Toro   | UAE Team Emirates          | 19u13'45" |
| 2          | Oscar Onley      | dsm-firmenich PostNL       | + 9"      |
| 3          | Bastien Tronchon | Decathlon AG2R La Mondiale | + 1'00"   |
|            |                  |                            |           |
| 8          | Loe van Belle    | Visma\|Lease a Bike        | + 7'11"   |
| 12         | Gil Gelders      | Soudal-Quick Step          | + 10'40"  |

| Plaats | Ploeg                      | Tijd      |
| ------ | -------------------------- | --------- |
| 1      | Decathlon AG2R La Mondiale | 57u44'14" |
| 2      | Israel-Premier Tech        | + 4"      |
| 3      | UAE Team Emirates          | + 6"      |

## Klassementsleiders na elke etappe
| Etappe         | Winnaar          | Algemeen klassement · | Puntenklassement · | Bergklassement · | Jongerenklassement · | Ploegenklassement          | Strijdlust ·     |
| -------------- | ---------------- | --------------------- | ------------------ | ---------------- | -------------------- | -------------------------- | ---------------- |
| 1              | Sam Welsford     | Sam Welsford          | Sam Welsford       | Louis Barré      | Madis Mihkels        | Intermarché-Wanty          | Louis Barré      |
| 2              | Isaac del Toro   | Isaac del Toro        | Biniam Girmay      | Luke Burns       | Isaac del Toro       | Intermarché-Wanty          | Luke Burns       |
| 3              | Sam Welsford     | Isaac del Toro        | Sam Welsford       | Luke Burns       | Isaac del Toro       | Intermarché-Wanty          | Tristan Saunders |
| 4              | Sam Welsford     | Isaac del Toro        | Sam Welsford       | Luke Burns       | Isaac del Toro       | Intermarché-Wanty          | Jackson Medway   |
| 5              | Oscar Onley      | Stephen Williams      | Sam Welsford       | Luke Burns       | Oscar Onley          | UAE Team Emirates          | Casper Pedersen  |
| 6              | Stephen Williams | Stephen Williams      | Sam Welsford       | Luke Burns       | Isaac del Toro       | Decathlon AG2R La Mondiale | António Morgado  |
| Eindklassement | Eindklassement   | Stephen Williams      | Sam Welsford       | Luke Burns       | Isaac del Toro       | Decathlon AG2R La Mondiale | niet uitgereikt  |

1. ↑  De blauwe trui werd in de tweede etappe gedragen door Phil Bauhaus, tweede in het puntenklassement na klassementsleider Sam Welsford.
2. ↑  De witte trui werd in de derde, vierde en vijfde etappe gedragen door Laurence Pithie, tweede in het jongerenklassement na klassementsleider Isaac del Toro.

## UCI-punten
Tijdens de Tour Down Under konden punten worden verdiend voor de UCI World Ranking. Punten werden toegekend aan de eerste zestig renners in het eindklassement en de eerste tien renners per etappe. Daarnaast kreeg de leider in het klassement tien extra punten per dag. 
| Positie        | 1   | 2   | 3   | 4   | 5   | 6   | 7   | 8   | 9   | 10 | 11 | 12 | 13 | 14 | 15 | 16‑20 | 21‑30 | 31‑50 | 51‑55 | 56‑60 |
| Eindklassement | 500 | 400 | 325 | 325 | 275 | 175 | 150 | 125 | 100 | 85 | 70 | 60 | 50 | 40 | 35 | 30    | 20    | 10    | 5     | 3     |
| Per etappe     | 60  | 40  | 30  | 25  | 20  | 15  | 10  | 8   | 5   | 2  |    |    |    |    |    |       |       |       |       |       |
| Leiderstrui    | 10  |     |     |     |     |     |     |     |     |    |    |    |    |    |    |       |       |       |       |       |

Eindwinnaar Stephen Williams verzamelde de meeste UCI-punten. Drievoudig etappewinnaar Sam Welsford werd zevende in deze ranglijst. Williams' team Israel-Premier Tech was de ploeg met de meeste punten.
| UCI-punten per renner (top 10) |                        |                            |        |
| Plaats                         | Naam                   | Ploeg                      | Punten |
| 1                              | Stephen Williams       | Israel-Premier Tech        | 640    |
| 2                              | Jhonatan Narváez       | INEOS Grenadiers           | 495    |
| 3                              | Isaac del Toro         | UAE Team Emirates          | 453    |
| 4                              | Oscar Onley            | dsm-firmenich PostNL       | 335    |
| 5                              | Bart Lemmen            | Visma\|Lease a Bike        | 270    |
| 6                              | Julian Alaphilippe     | Soudal-Quick Step          | 215    |
| 7                              | Sam Welsford           | BORA-hansgrohe             | 190    |
| 8                              | Simon Yates            | Jayco AlUla                | 165    |
| 9                              | Valentin Paret-Peintre | Decathlon AG2R La Mondiale | 135    |
| 10                             | Damien Howson          | Q36.5                      | 115    |

| UCI-punten per ploeg (top 10) |                            |        |
| Plaats                        | Ploeg                      | Punten |
| 1                             | Israel-Premier Tech        | 775    |
| 2                             | INEOS Grenadiers           | 550    |
| 3                             | UAE Team Emirates          | 505    |
| 4                             | dsm-firmenich PostNL       | 357    |
| 5                             | Visma\|Lease a Bike        | 303    |
| 6                             | BORA-hansgrohe             | 288    |
| 7                             | Soudal-Quick Step          | 266    |
| 8                             | Jayco AlUla                | 245    |
| 9                             | Intermarché-Wanty          | 197    |
| 10                            | Decathlon AG2R La Mondiale | 180    |

| UCI-punten per land (top 10) |                     |        |
| Plaats                       | Ploeg               | Punten |
| 1                            | Verenigd Koninkrijk | 1195   |
| 2                            | Australië           | 592    |
| 3                            | Ecuador             | 495    |
| 4                            | Frankrijk           | 478    |
| 5                            | Mexico              | 453    |
| 6                            | Nederland           | 428    |
| 7                            | Duitsland           | 225    |
| 8                            | Nieuw-Zeeland       | 160    |
| 9                            | Italië              | 121    |
| 10                           | Eritrea             | 116    |

## Prijzengeld
Tijdens de Tour Down Under was in totaal € 110.000,- aan prijzengeld te verdienen, waarvan €12.000 in de Down Under Classic werd verdeeld. Eindwinnaar Stephen Williams verdiende het meeste prijzengeld: hij fietste een prijzenpot van € 19.100,- bij elkaar.
| Pos.   | Down Under Classic | Down Under Classic  | Per etappe              | Per etappe          | Eindklassementen | Eindklassementen | Eindklassementen | Eindklassementen |
| Pos.   | Uitslag            | Premie (4×)         | Uitslag                 | Strijdlust          | Algemeen         | Punten           | Berg             | Jongeren         |
| ------ | ------------------ | ------------------- | ----------------------- | ------------------- | ---------------- | ---------------- | ---------------- | ---------------- |
| 1      | € 2.000            | € 500               | € 4.000                 | € 250               | € 12.000         | € 1.200          | € 1.200          | € 600            |
| 2      | € 1.500            | –                   | € 2.000                 | –                   | € 6.000          | € 1.000          | € 1.000          | € 300            |
| 3      | € 750              | –                   | € 1.000                 | –                   | € 3.000          | € 500            | € 500            | € 200            |
| 4      | € 650              | –                   | € 500                   | –                   | € 1.500          | –                | –                | –                |
| 5      | € 600              | –                   | € 400                   | –                   | € 1.200          | –                | –                | –                |
| 6      | € 500              | –                   | € 300                   | –                   | € 900            | –                | –                | –                |
| 7      | € 500              | –                   | € 300                   | –                   | € 900            | –                | –                | –                |
| 8      | € 400              | –                   | € 200                   | –                   | € 600            | –                | –                | –                |
| 9      | € 350              | –                   | € 200                   | –                   | € 600            | –                | –                | –                |
| 10     | € 350              | –                   | € 100                   | –                   | € 300            | –                | –                | –                |
| 11     | € 300              | –                   | € 100                   | –                   | € 300            | –                | –                | –                |
| 12     | € 300              | –                   | € 100                   | –                   | € 300            | –                | –                | –                |
| 13     | € 250              | –                   | € 100                   | –                   | € 300            | –                | –                | –                |
| 14     | € 250              | –                   | € 100                   | –                   | € 300            | –                | –                | –                |
| 15     | € 250              | –                   | € 100                   | –                   | € 300            | –                | –                | –                |
| 16     | € 250              | –                   | € 100                   | –                   | € 300            | –                | –                | –                |
| 17     | € 200              | –                   | € 100                   | –                   | € 300            | –                | –                | –                |
| 18     | € 200              | –                   | € 100                   | –                   | € 300            | –                | –                | –                |
| 19     | € 200              | –                   | € 100                   | –                   | € 300            | –                | –                | –                |
| 20     | € 200              | –                   | € 100                   | –                   | € 300            | –                | –                | –                |
| Totaal | € 10.000           | € 2.000 (€ 500 p/p) | € 60.000 (€ 10.000 p/e) | € 1.500 (€ 250 p/e) | € 30.000         | € 2.700          | € 2.700          | € 1.100          |

## Nevenevenementen

### Down Under Classic
Drie dagen voor de start van de Tour Down Under werd de zeventiende editie van de Down Under Classic verreden. Dit criterium werd sinds 2006 kort voor de start van de Tour Down Under georganiseerd, met hetzelfde startveld als het hoofdevenement. Deze editie werd verreden op een parcours van 1,35 kilometer lang, in de straten van Adelaide. De wedstrijd duurde ongeveer een uur. Het aantal te rijden rondes hing af van de snelheid waarmee de renners over het parcours reden. Uiteindelijk was de wedstrijd veertig rondes (54 kilometer). Na tien, twintig, dertig en veertig minuten was er extra prijzengeld te winnen aan de aankomstlijn, naast het prijzengeld dat aan de finish werd verdeeld. Deze premies werden gewonnen door Isaac del Toro (tweemaal), Declan Trezise en Guillaume Boivin. De race werd gewonnen door Jhonatan Narváez, die halverwege de wedstrijd ten aanval trok en de sprint won van de kopgroep. Het peloton, met daarin de topsprinters en favorieten voor de zege, kwam net te laat.
| Adelaide – Adelaide (54 km) |                    |                       |          |
| Plaats                      | Naam               | Ploeg                 | Tijd     |
| Winnaar                     | Jhonatan Narváez   | INEOS Grenadiers      | 1u01'33" |
| 2                           | Natnael Tesfatsion | Lidl-Trek             | z.t.     |
| 3                           | Isaac del Toro     | UAE Team Emirates     | z.t.     |
| 4                           | Harry Sweeny       | EF Education-EasyPost | z.t.     |
| 5                           | Gil Gelders        | Soudal-Quick Step     | z.t.     |
| 6                           | Oscar Onley        | dsm-firmenich PostNL  | z.t.     |
| 7                           | Phil Bauhaus       | Bahrain Victorious    | z.t.     |
| 8                           | Laurence Pithie    | Groupama-FDJ          | z.t.     |
| 9                           | Daniel McLay       | Arkéa-B&B Hotels      | z.t.     |
| 10                          | Corbin Strong      | Israel-Premier Tech   | z.t.     |
|                             |                    |                       |          |
| 23                          | Mick van Dijke     | Visma\|Lease a Bike   | z.t.     |

### Tijdrit op Willunga Hill
Op dezelfde dag als de vijfde etappe, die op dezelfde plek finishte, werd een klimtijdrit georganiseerd. De tijdrit, gesponsord door Garmin, startte in Willunga en eindigde 3,3 kilometer later bovenop Willunga Hill. De man en vrouw die het parcours het snelste aflegden, wonnen beiden $ 1.000,-. Richie Porte, die in de Tour Down Under zesmaal won op Willunga Hill, zette de beste tijd neer. Sarah Gigante, die zes dagen eerder de etappe naar Willunga Hill in de Tour Down Under voor vrouwen had gewonnen, was de snelste vrouw.
| Willunga – Willunga Hill (3,3 km) Mannen |                    |          |
| Plaats                                   | Naam               | Tijd     |
| Winnaar                                  | Richie Porte       | 6'47"3   |
| 2                                        | Max Goold          | + 28"    |
| 3                                        | Daniel Potter      | + 29"2   |
| 4                                        | Joshua Cranage     | + 44"3   |
| 5                                        | Severiano Pinheiro | + 55"2   |
| 6                                        | Henry Jones        | + 1'28"5 |
| 7                                        | Liam Green         | + 2'34"4 |
| 8                                        | Max Good           | + 2'40"2 |
| 9                                        | Damian Mueller     | + 2'42"9 |
| 10                                       | Michael Clark      | + 2'47"4 |

| Willunga – Willunga Hill (3,3 km) Vrouwen |                    |          |
| Plaats                                    | Naam               | Tijd     |
| Winnaar                                   | Sarah Gigante      | 8'15"9   |
| 2                                         | Marion Bunel       | + 5"     |
| 3                                         | Julie Van de Velde | + 6"6    |
| 4                                         | Katelyn Nicholson  | + 34"5   |
| 5                                         | Yanina Kuskova     | + 36"3   |
| 6                                         | Justine Barrow     | + 1'19"8 |
| 7                                         | Madina Kaharova    | + 1'32"7 |
| 8                                         | Peta Antonello     | + 2'25"3 |
| 9                                         | Julianne Fox       | + 2'41"5 |
| 10                                        | Francesca Olds     | + 3'10"3 |

## Vrouwen
De Santos Women's Tour Down Under was aan zijn elfde editie toe, waarvan de zevende keer als meerdaagse wedstrijd. Deze editie werd verreden van 12 tot 14 januari. Twee dagen na de slotetappe ging de Tour Down Under voor mannen van start. De Australische Sarah Gigante volgde haar langgenote Grace Brown op. De Nederlandse Nienke Vinke won het jongerenklassement.

### Deelname
Negen UCI Women's World Tour-ploegen namen deel, aangevuld met zes   continentale teams en de Australische nationale selectie.
| UCI World Tour teams | Overige teams |
| --- | --- |
| AG Insurance-Soudal Canyon-SRAM DSM-Firmenich PostNL FDJ-Suez Human Powered Health Lidl-Trek Liv AlUla Jayco UAE Team ADQ Visma\|Lease a Bike | Ara-Skip Capital BridgeLane Coop - Hitec Products Lifeplus Wahoo St Michel-Mavic-Auber 93 Tashkent City Women Australische selectie |

### Klassementenverloop
| Etappe         | Winnares              | Algemeen klassement   | Bergklassement | Puntenklassement | Jongerenklassement |
| -------------- | --------------------- | --------------------- | -------------- | ---------------- | ------------------ |
| 1              | Ally Wollaston        | Ally Wollaston        | Katia Ragusa   | Ally Wollaston   | Kristýna Burlová   |
| 2              | Cecilie Uttrup Ludwig | Cecilie Uttrup Ludwig | Katia Ragusa   | Sofia Bertizzolo | Francesca Barale   |
| 3              | Sarah Gigante         | Sarah Gigante         | Katia Ragusa   | Sofia Bertizzolo | Nienke Vinke       |
| Eindklassement | Eindklassement        | Sarah Gigante         | Katia Ragusa   | Sofia Bertizzolo | Nienke Vinke       |

1999 · 
2000 · 
2001 · 
2002 · 
2003 · 
2004 · 
2005 · 
2006 · 
2007 · 
2008 · 
2009 · 
2010 · 
2011 · 
2012 · 
2013 · 
2014 · 
2015 · 
2016 · 
2017 · 
2018 · 
2019 · 
2020  · 
2021-2022 · 
2023 · 2024 · 2025
Tour Down Under ·
Great Ocean Road Race ·
Ronde van de Verenigde Arabische Emiraten ·
Omloop Het Nieuwsblad ·
Strade Bianche ·
Parijs-Nice · 
Tirreno-Adriatico · 
Milaan-San Remo ·
Ronde van Catalonië ·
Classic Brugge-De Panne ·
E3 Saxo Classic ·
Gent-Wevelgem ·
Dwars door Vlaanderen ·
Ronde van Vlaanderen ·
Ronde van het Baskenland ·
Parijs-Roubaix ·
Amstel Gold Race ·
Waalse Pijl ·
Luik-Bastenaken-Luik ·
Ronde van Romandië ·
Eschborn-Frankfurt ·
Ronde van Italië ·
Critérium du Dauphiné ·
Ronde van Zwitserland ·
Ronde van Frankrijk ·
Clásica San Sebastián ·
Ronde van Polen ·
Bretagne Classic ·
BEMER Cyclassics ·
Renewi Tour ·
Ronde van Spanje ·
GP van Quebec ·
GP van Montreal ·
Ronde van Lombardije ·
Ronde van Guangxi
Tour Down Under ·
Cadel Evans Great Ocean Road Race ·
Ronde van de Verenigde Arabische Emiraten ·
Omloop Het Nieuwsblad ·
Strade Bianche ·
Ronde van Drenthe ·
Trofeo Alfredo Binda-Comune di Cittiglio ·
Brugge-De Panne ·
Gent-Wevelgem ·
Ronde van Vlaanderen ·
Parijs-Roubaix ·
Amstel Gold Race ·
Waalse Pijl ·
Luik-Bastenaken-Luik ·
Ronde van Spanje ·
Ronde van het Baskenland ·
Ronde van Burgos ·
RideLondon Classic ·
Ronde van Groot-Brittannië ·
Ronde van Zwitserland ·
Ronde van Italië ·
Ronde van Frankrijk ·
GP de Plouay-Bretagne ·
Ronde van Romandië ·
Simac Ladies Tour ·
Ronde van Chongming ·
Ronde van Guangxi
Afgelaste wedstrijden: Ronde van Scandinavië